# Восход (Новопокровский район)
Восход — посёлок в Новопокровском районе Краснодарского края.
Входит в состав Покровского сельского поселения.

## География

### Улицы
| - пер. Полевой, - пер. Северный, - ул. Гаражная, - ул. Заречная, - ул. Зелёная, - ул. Коммунаров, - ул. Красная, - ул. Кубанская, - ул. Мира, - ул. Молодёжная, - ул. Некрасова, | - ул. Новая, - ул. Октябрьская, - ул. Почтовая, - ул. Пушкина, - ул. Родниковская, - ул. Садовая, - ул. Северная, - ул. Советская, - ул. Степная, - ул. Титова. |

## Население
| 2002 | 2010 |
| ---- | ---- |
| 580  | ↘438 |